# Metropolia Southwark
Metropolia Southwark − jedna z pięciu metropolii Kościoła rzymskokatolickiego na terytorium Anglii i Walii. Obejmuje jedną archidiecezję i trzy diecezje w południowo-zachodniej Anglii. Powstała 28 maja 1965 roku. Najważniejszą świątynią jest katedra św. Jerzego w Southwark, w południowym Londynie. Od 4 grudnia 2009 stanowisko metropolity pozostawało nieobsadzone po tym, jak ze względu na pogarszający się stan zdrowia zrezygnować musiał abp Kevin McDonald. Od 2019 roku na czele metropolii stoi arcybiskup John Wilson.

## Podział administracyjny

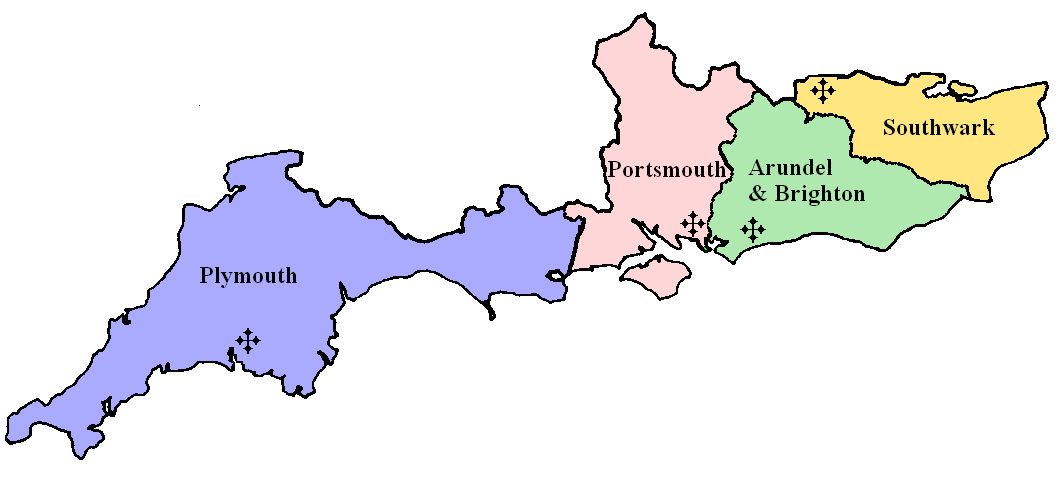
Mapa metropolii

1. archidiecezja Southwark
2. diecezja Arundel i Brighton
3. diecezja Plymouth
4. diecezja Portsmouth